# 댄 오브라이언
대니얼 ("댄") 디온 오브라이언(Danile ("Dan") Dion O'Brien, 1966년 7월 18일 ~ )은 전 미국의 10종 경기 선수로, 3개의 연속적 세계 타이틀을 우승한 후 올림픽 금메달을 획득하여 1990년대의 최고 10종 경기 선수들 중의 하나로 간주되었다.
오리건주 포틀랜드에서 아프리카계 미국인과 핀란드 계통의 혼혈로 태어나 클래머스 폴스의 아일랜드계 미국인 집안에 입양되어 자라왔다. 1984년 헨리 고등학교, 1989년 자신이 육상 시합에 나간 아이다호 대학교를 졸업하였다.
1996년 애틀랜타 올림픽에서 금메달을 획득하고, 1991년부터 1995년까지 3개의 세계 육상 선수권 대회를 우승하였다.
1992년 세계 기록 8,891점을 세우고, 라이벌 선수 데이브 존슨과 리복의 텔레비전 광고에 나왔다. 광고의 시리즈 "댄과 데이브"는 리복과 10종 경기 선수들에게 흥미를 짓는 의미였으며 1992년 바르셀로나 올림픽에서 최고점에 달하였다. 뉴올리언스에서 열린 미국 올림픽 선발 시합에서 오브라이언은 지원적으로 장대높이뛰기에서 더 낮은 높이에 통과하였고, 그러고나서 3개의 시도들 중에 첫 번째에서 실패하여 종목에 득점을 얻지 못하면서 올림픽 팀 선발에 뽑히지 못하였다.
1990년대 후반에 오브라이언은 이탈리아의 패션 디자인 베르사체를 위한 광고에 나왔고, 2005년 오리건주 스포츠 명예의 전당, 2007년 아이다호 대학교 스포츠 명예의 전당에 헌액되었다.
1997년 이래 피닉스 지역에서 살아온 오브라이언은 스카츠데일에 있는 체육관을 운영하고 애리조나 주립 대학교의 지원적 코치이며, 텔레비전에서 육상 종목들을 위한 해설자로 있다.